# 渔山乡
渔山乡，中国浙江省西北部杭州市富阳区下辖的一个乡，位于该市东部。西临里山镇，北依富春江，东邻萧山区，南邻灵桥镇，

## 行政区划
现辖：
墅溪村、渔山村、五岭村和大葛村。